# 야마무라 히비쿠
야마무라 히비쿠(일본어: 山村 響 やまむら ひびく[*], 1988년 2월 10일 ~ )는 일본의 여자 성우, 가수이다. 도쿄 배우 생활협동조합 소속이며 후쿠오카현 출신이다.
유요윳페와 결혼했다는 소식을 2023년 11월 3일에 올렸다.